# Lola (film, 1986)
Pour les articles homonymes, voir Lola.
Pour plus de détails, voir Fiche technique et Distribution.
Lola est un film espagnol réalisé par Bigas Luna et sorti en 1986.

## Fiche technique
- Titre : Lola
- Réalisation : Bigas Luna
- Scénario : Luis Hercé, Bigas Luna et Enrique Viciano
- Photographie : Josep M. Civit
- Décors : Felipe de Paco
- Costumes : Purificación García
- Montage : Ernest Blasi
- Musique : José Manuel Pagán
- Son : Joan Quilis
- Production : Figaro Films
- Pays d'origine :  Espagne
- Durée : 106 minutes
- Date de sortie : Espagne - 17 janvier 1986[1]

## Distribution
- Ángela Molina : Lola
- Patrick Bauchau : Robert
- Féodor Atkine : Mario
- Assumpta Serna : Silvia
- Carme Sansa : Jeanine